# 王樂生
王樂生（1960年—），中華民國外交官、政府官員。畢業於中國文化大學政治學系學士、中美研究所碩士，聖托馬斯大學政治學博士，曾任副總統兼行政院長執行秘書、駐檀香山臺北經濟文化辦事處長、臺北市政府國際事務委員會執行長、外交部國會聯絡組召集人、駐菲律賓臺北經濟文化辦事處大使銜代表、北美事務協調委員會秘書長、駐葡萄牙臺北經濟文化中心大使銜代表等職務。

## 職業生涯
2001年10月14日，王樂生於外交部駐夏威夷檀香山辦事處長任內，經行政院長張俊雄指示，向逝於該州的中華民國陸軍一級上將張學良表示哀悼，並向遺族致意、協助處理善後事宜。王樂生在醫院陪伴張學良直到最後，並表示其去世時十分安祥，所有家屬都陪伴左右。
2012年6月15日，菲律賓駐台機構——馬尼拉經濟文化辦事處（MECO）網站刊登《菲律賓每日詢問者報》的報導，譴責駐菲律賓代表王樂生推動給予台灣免簽證待遇的手段過於粗暴，並指出已正式拒絕台灣。此舉引發爭議，MECO代表白熙禮（Antonio Basilio）於25日坦承疏失且移除文章，並表示該篇報導不代表MECO立場，雙方仍持續討論免簽證問題。王樂生也釋出善意表示，MECO靠簽證費維持營運，若要推動免簽證，對他們的壓力可能會比較大。他積極推動免簽證，可能有產生一些誤解，但台菲之間交流相當順暢。
2013年4月19日，王樂生與菲律賓簽訂了台灣與东南亚国家联盟間的首項官方《刑事司法互助協定》:VI。
2013年5月9日，對於菲律賓公務船槍擊中華民國籍漁船「廣大興28號」事件，駐菲律賓代表王樂生隨即接洽菲律賓司法部、國防部、漁業暨水產資源局、海巡署及馬尼拉經濟文化辦事處，表達強烈抗議及譴責，要求菲律賓正式道歉、緝兇及賠償。16日，在談判失敗後，中華民國政府宣布對菲律賓進行11項制裁，並召回王樂生。據了解，王樂生在談判前曾透露，白熙禮已獲授權「有誠意要處理」向死者家屬「道歉」（apologize），結果卻誤判情勢，以致談判破裂。被召回近3個月後，外交部依規定將王樂生在台灣停留超過1個月以後的薪俸，改以國內薪俸而非駐外國薪俸，王樂生提出訴願被駁回後，又提出行政訴訟要求撤銷處分。經由臺北高等行政法院合議庭認為外交部的處分並無不當，判決敗訴但仍可上訴。2019年9月19日，菲律賓馬尼拉地方法院宣判8名海巡署隊員殺人罪成立。駐葡萄牙代表王樂生表示「菲律賓海巡署要上訴，審判還會有一段漫長的過程。但是，今天的判決是司法正義的第一步，這對洪家的人命有了初步交代。」面對當時台灣輿論的抨擊，坦承「很煎熬」。
2014年2月2日，《馬尼拉時報》刊登駐菲律賓代表王樂生題為〈台灣與菲律賓：自由與民主的夥伴〉投書，指出台菲民主自由的共同價值，為兩國帶來合作的「黃金契機」，並表示中華民國政府支持遵循國際法，和平解決地區海事爭議。